# 李鸿章享堂
李鸿章享堂是晚清重臣李鸿章（1823年2月15日-1901年11月7日）的墓园，位于安徽省合肥市东郊瑶海区大兴镇裕溪路415号，原距包公墓约300米。2012年评为国家4A级旅游景区。

## 历史
1901年11月7日，李鸿章病死于北京寓所贤良寺，享年78岁，追谥为“文忠”，入祀贤良祠，又赏赐白银5000两治丧。1902年5月，李鸿章灵柩从北京起运，从天津经海路到上海，转长江至芜湖，再转内河经巢湖进南淝河登岸，沿大道前行一公里多，于1903年3月26日下葬于合肥东乡夏小郢村。
1958年大跃进时期，合肥钢铁厂扩建时，李鸿章墓被毁。当时李鸿章和夫人赵小莲的遗体依然保存完好，被用绳子挂在拖拉机后面游街，还把他的黄袍马褂全部剥掉，直到尸骨散尽。文化大革命后，只有享堂的几间房子因成为钢厂的仓库才得以保存下来，面积大约900平方米。
1985年，李鸿章享堂公布为合肥市文物保护单位，2002年由合肥市文物管理处进行修复，2003年5月1日正式对外开放。2004年公布为安徽省文物保护单位。

## 结构
当年墓园占地面积达1万余平方米，李氏族人为祭祀李鸿章，在墓地东侧建造了规模庞大的享堂，占地2500平方米，前后三进，大小房屋99间。前堂五开间，陈列有甲午战争时李鸿章赴日谈判遇刺时所身穿的黄马褂血衣，以及七块匾额，其中“均衡笃祜”、“调鼎凝厘”两块匾额是光绪和慈禧所赐。神道碑刻有“清故文华殿大学士直隶总督太傅一等侯李文忠公神道碑”24字。李鸿章神道碑文近两千字，由桐城派大家吴汝纶撰写。墓前神道长约三十米，有石像生五对，由南向北依次为石羊、石虎、石马、武官、文官。在墓地和享堂之间的碑廊，嵌有董其昌所刻的魏晋至宋元书法名家石刻版《戏鸿堂法帖》，内容包括王献之的《洛神赋》 、顾恺之的《女史箴》、王羲之的《辞世帖》和《兰亭序》、柳公权的《兰亭诗》等90余件名家作品。享堂东侧为仓房，三进九间，占地500多平米，存放享堂四周护坟田所产的稻谷。周围有上万亩的护坟田地，和大片树林。
修复后的享堂占地13000多平方米，建筑面积近3000平方米，大体可分为三大部分，中部是享堂，西边为复建的李鸿章墓园，东边是仓房。大门坐南朝北，门前新建石牌坊，四柱三间三楼冲天式，高13米，上刻李鸿章七十大寿时光绪帝所赐的“钧衡笃祜”四字。